# Karine Meilleur
Karine Meilleur (13 febbraio 1980) è un'ex sciatrice alpina francese.

## Biografia
Originaria di Les Saisies e attiva dal dicembre del 1995, la Meilleur esordì in Coppa Europa il 12 febbraio 1996 a Tignes in supergigante (37ª) e in Coppa del Mondo il 5 marzo 1999 a Sankt Moritz in discesa libera (47ª). In Coppa Europa conquistò un podio, la vittoria del 6 marzo 2001 a Lenzerheide in discesa libera; in Coppa del Mondo ottenne il miglior piazzamento il 6 dicembre 2002 a Lake Louise nella medesima specialità (16ª) e prese per l'ultima volta il via il 25 febbraio 2005 a San Sicario in supergigante (62ª). Si ritirò al termine della stagione 2005-2006 e la sua ultima gara fu la discesa libera dei Campionati francesi 2006, disputata il 26 marzo a Courchevel e chiusa dalla Meilleur al 40º posto; in carriera non prese parte a rassegne olimpiche o iridate.

## Palmarès

### Coppa del Mondo
- Miglior piazzamento in classifica generale: 91ª nel 2003

### Coppa Europa
- Miglior piazzamento in classifica generale: 27ª nel 2001
- 1 podio:
  - 1 vittoria

#### Coppa Europa - vittorie
| Data         | Località    | Paese    | Specialità |
| ------------ | ----------- | -------- | ---------- |
| 6 marzo 2001 | Lenzerheide | Svizzera | DH         |

Legenda:

DH = discesa libera

### South American Cup
- Miglior piazzamento in classifica generale: 9ª nel 2002
- 2 podi:
  - 1 secondo posto
  - 1 terzo posto